# Триставісім
Триставісім (також Trystavisim, іноді Триста8ісім) — український рок-гурт, заснований в Ужгороді (Закарпаття).

## Опис
Музика гурту побудована на роковій основі з елементами фолк-року, панку, ска, яка прикрашається додаванням напористих колоритних мелодій. Узагальнено стиль гурту можна охарактеризувати як фолк-панк.

## Історія
Перший виступ гурту відбувся 23 листопада 2010 р. в м. Львів в «Етноклубі набутків», львівського мистецького об'єднання Дзиґа.

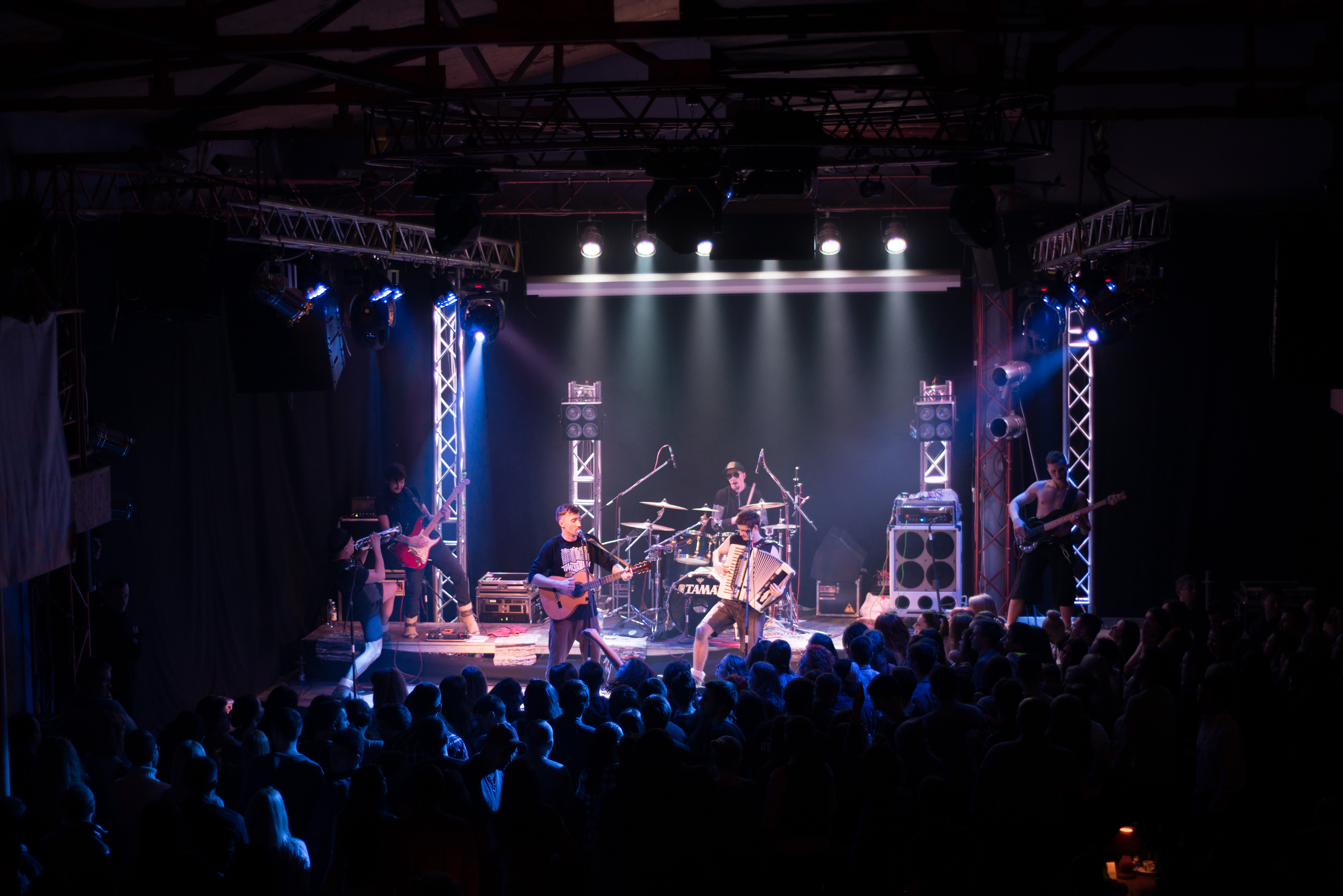
Презентація альбому "Лачо"

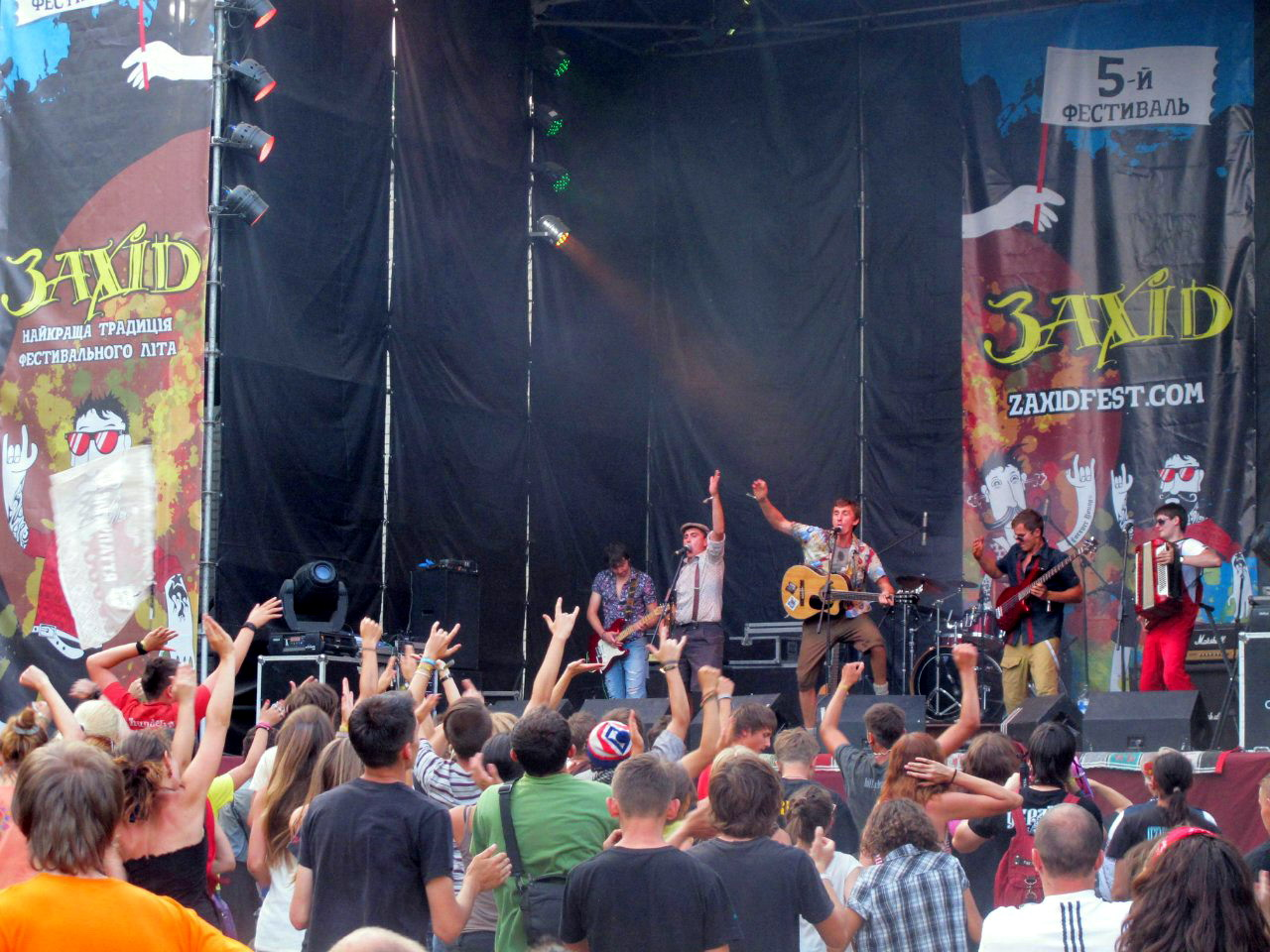
Фестиваль Захід-2013

Протягом наступних двох років гурт об'їздив з виступами майже всі великі міста Західної України, зігравши при цьому більше 50-ти концертів (в тому числі й виступ на одному з найбільших фестивалів української музики й мистецтва — фестивалі «Захід»).
26 березня 2013 року гурт презентував дебютний міні-альбом під назвою «Перча» , в який ввійшли 5 пісень.
31 березня 2013 року гурт взяв участь в радіопроекті Тиса FM Live, виконавши наживо в прямому ефірі композиції з дебютного альбому.
Згодом «Триставісім» були запрошені взяти участь у зйомках телевізійних програм на телеканалах Перший національний (Фольк-music) та ТВІ (Музика для дорослих з Марією Бурмакою).
13 серпня 2013 року було презентовано дебютну відеороботу на пісню «Дислокація», яка отримала схвальні відгуки від музичних критиків.

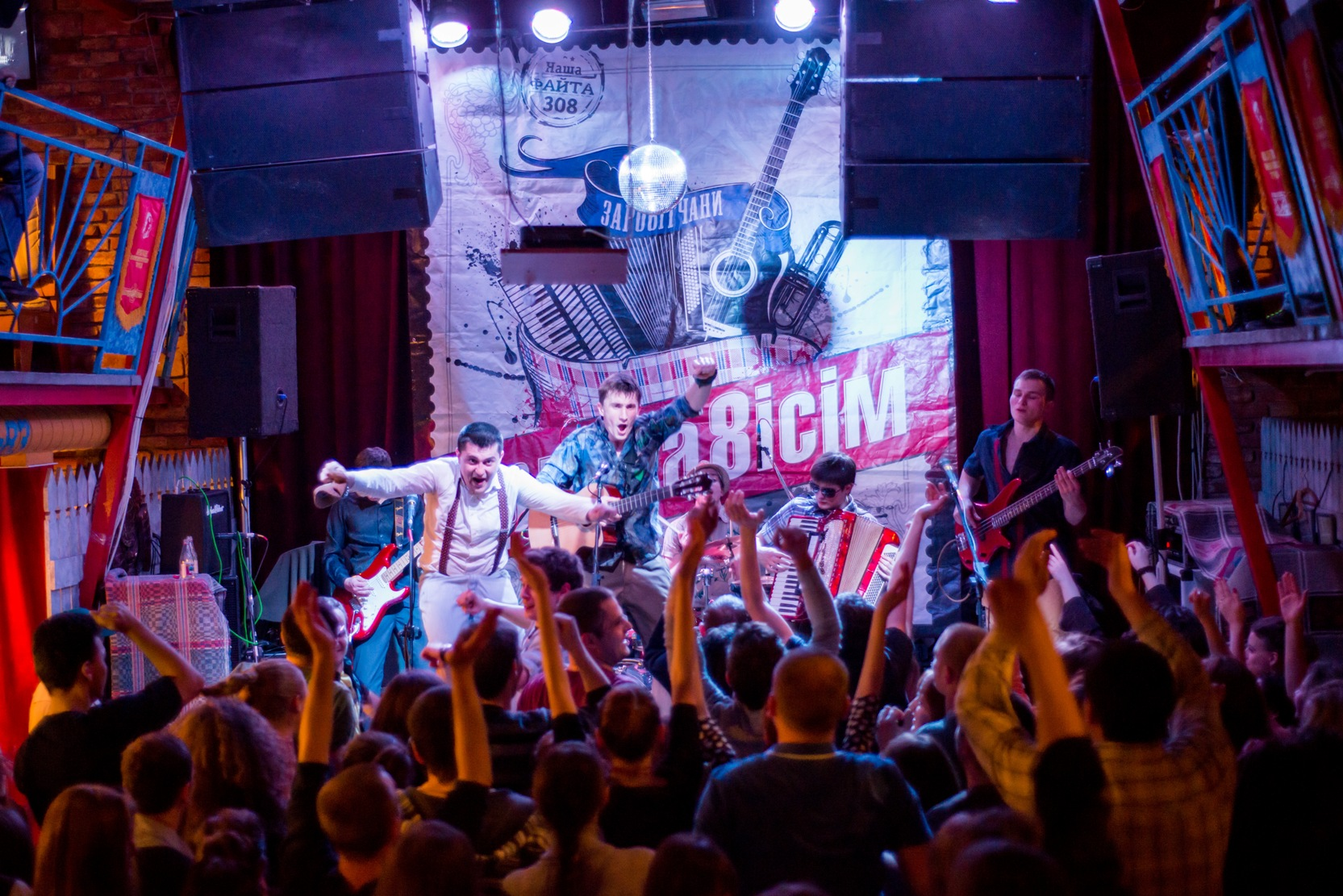
Презентація альбому «Перча»

За період літа 2013 року гурт виступив на переважній більшості фестивалів України, отримавши при цьому неофіційний статус «відкриття фестивального літа 2013 в українській музиці».
На початку 2014 року альбом «Перча» ввійшов в список найкращих музичних релізів України — 2013 за версією Молодого радіо.
Весною 2014 року гурт оголосив про вихід дебютного повноформатного альбому, згодом було оголошено і його назву. Платівка отримала назву «ЛАЧО». анонсуючи вихід альбому в рамках оголошеного туру «Latcho Tour 2014 / Round 1» гурт відіграв ряд концертів в Україні та закордоном, відвідавши при цьому фестивалі Країна мрій в Києві, ініціатором якого є відомий український музикант Олег Скрипка, Лемківська ватра в Ждині (Польща), та найбільший фестиваль України — фестиваль Захід.
27 січня 2015 року альбом «ЛАЧО» було офіційно презентовано, і гурт надав до нього вільний доступ в мережі інтернет. Через деякий час, а саме 12 лютого 2015 року, гурт опублікував офіційне відео на одну із головних пісень з альбому, на пісню варош банда. З презентацією «ЛАЧО» хлопці відіграли два великі концерти в Ужгороді та Києві, 27 лютого і 13 березня, відповідно.
В травні гурт опублікував оригінальний мультиплікаційний кліп на пісню Наша файта і відіграв багато концертів в Україні та закордоном протягом фестивального сезону.
2016 рік гурт почав з анонсу нового ЕР та випуском двох синглів і відео до них. В березні було випущено відео Рейнджери, а вже 22 квітня гурт презентував свою нову програму "Варошська туса" великим концертом в Ужгороді. Згодом, 7 червня, було опубліковане скандальне відео гурту Варошська туса, яке викликало неоднозначну реакцію.
Літом 2016 року в рамках туру під назвою "Варошська туса Tour 2016" гурт зіграв на найбільших українських фестивалях, таких як Файне місто, Woodstock Україна та Захід.
На даний момент гурт готує другий повноформатний альбом.

## Склад
До складу гурту входять такі учасники:
- Павло Генов — вокал, акустична гітара
- Ігор МагАда — ударні
- Андрій Шаповалов — бас
- Володимир Щобак — труба, бек-вокал
- Станіслав Микульця — акордеон, бек-вокал
- Арсен Бабиченко — гітара
- Михайло Куртяк — Dj Vibes
- Олег Орєшніков — звукорежисер

## Дискографія

### Сингли
- 2012, грудень — «Дислокація»[8][9]
- 2015, січень — «Транскарпатія»[10]

### Студійні альбоми
- 2013, березень — «Перча» [EP], Наш Формат[2]
- 2015, січень — «ЛАЧО», Наш Формат[11]

## Відеографія
- 2013, серпень — Дислокація[12]
- 2015, лютий — Варош банда[13]
- 2015, травень — Наша файта
- 2016, березень — Рейнджери[14]
- 2016, червень — Варошська туса [15]

## Фестивалі
- Music Bike Ukraine — 2011

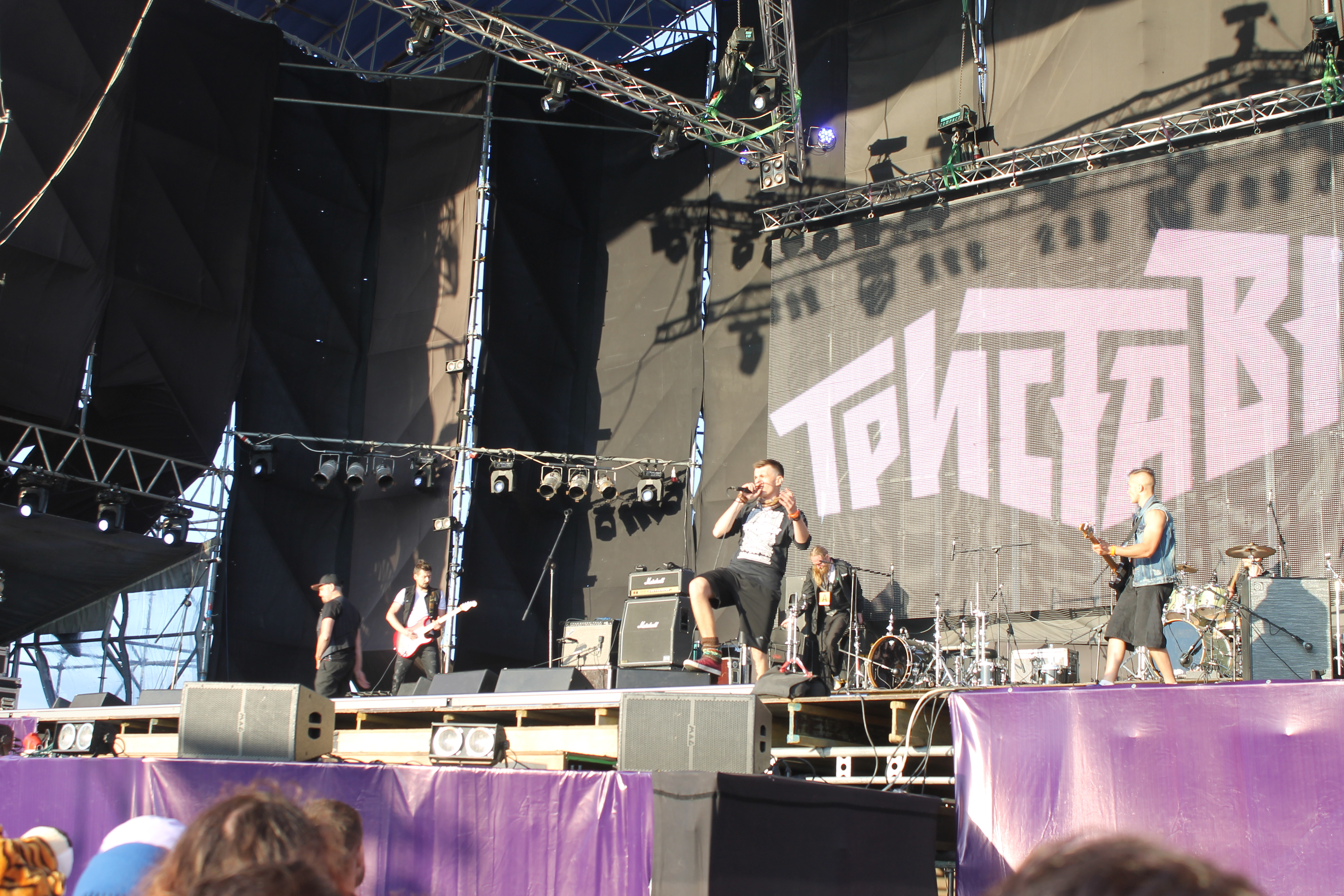
Гурт «Триставісім» на фестивалі «Файне місто-2016»

- Goral Music Avia Bike Ukraine — 2012
- Захід — 2012[16]
- Рурисько — 2013
- Music Bike Ukraine — 2013
- Підкамінь — 2013
- Файне місто — 2013
- Франко-Місія — 2013
- Захід — 2013
- Черемош-Фест — 2014
- Країна мрій — 2014
- Файне місто— 2014
- Лемківська ватра, Ждиня — 2014
- Захід — 2014
- Wild wild fest — 2015
- Оле Довбуш — 2015
- Країна мрій — 2015
- Файне місто— 2016
- Woodstock Ukraine— 2016
- Захід — 2016
- Обнова-фест — 2016
- Дністер-фест — 2016
- Wild wild fest — 2016